# Lynn Baggett
Lynn Baggett, nata Ruth Baggett (Wichita Falls, 10 maggio 1923 – Hollywood, 22 marzo 1960), è stata un'attrice statunitense.

## Biografia
Figlia di un uomo d'affari e di una stenografa, fu scoperta a soli 17 anni nel 1942 da Steven Baiano, famoso talent scout della Warner Brothers, e invitata a Hollywood per un provino grazie al quale firmò un contratto di tre anni.
Essendo ancora priva di esperienza, gli studios puntarono a promuovere Lynn (a volte accreditata come Lynne) più per la sua avvenenza che per le sue doti di attrice, sfruttando i titoli di reginetta di bellezza vinti in questo periodo. Le prime apparizioni si limitarono a ruoli non accreditati come ballerina di fila, infermiera, cameriera, cantante o "ragazza facile" in film sulla seconda guerra mondiale come Arcipelago in fiamme di Howard Hawks (1943), Il pilota del Mississippi di Irving Rapper (1944) e Ho baciato una stella di Delmer Daves (1944).
Alla fine del 1945, durante un provino per il film Lo straniero di Orson Welles, incontrò il produttore Sam Spiegel con il quale iniziò una relazione sentimentale. Nel frattempo la carriera di Lynn stentava a decollare, anche perché la Warner non fece granché per aumentare la sua notorietà a Hollywood. Dopo qualche altra sporadica apparizione non accreditata in film quali Rapsodia in blu di Irving Rapper e Il romanzo di Mildred di Michael Curtiz, alla fine del 1946 passò alla Universal ottenendo il primo ruolo di una certa importanza in Se ci sei batti due colpi al fianco di Gianni e Pinotto.
Il 10 aprile 1948 Lynn e Spiegel si sposarono a Las Vegas e le apparizioni dell'attrice si fecero ancora più rare, limitate a sporadici ruoli secondari in Due ore ancora e La leggenda dell'arciere di fuoco nel 1950 e Luci sull'asfalto nel 1951, il suo ultimo film. Il matrimonio fu burrascoso, segnato da tradimenti e continui litigi, e nell'ottobre 1952 Spiegel chiese il divorzio adducendo come motivazione le molte relazioni extraconiugali della moglie, tra cui quelle con lo scrittore Irwin Shaw e il regista John Huston.

### L'incidente e gli ultimi anni
Il 7 luglio 1954, mentre tornava da un party organizzato dall'attore britannico Arthur Treacher, Lynn Baggett, alla guida di un'auto prestatale dall'attore George Tobias, andò a scontrarsi contro una station wagon in cui si trovavano alcuni ragazzi di ritorno da un campo estivo. Quattro di loro rimasero feriti e uno, Joel Watnick, di nove anni, rimase ucciso. Secondo il racconto di un testimone, Lynn uscì dall'auto e, dopo aver realizzato l'accaduto, vi risalì e se ne andò dal luogo dell'incidente. Fu arrestata due giorni dopo e rilasciata su cauzione, pagata da Spiegel.
L'attrice venne riconosciuta colpevole di omissione di soccorso ma prosciolta dall'accusa di omicidio colposo, e condannata a 60 giorni di prigione e tre anni di libertà vigilata. Caduta in depressione e con la carriera ormai irrimediabilmente compromessa, trascorse gli anni successivi tra tentativi di suicidio, incidenti domestici, consumo di droghe e conseguenti problemi di salute che la resero parzialmente paralizzata.
Il 23 marzo 1960 venne trovata morta per overdose da barbiturici da un'infermiera, nel suo appartamento a Hollywood. Era stata dimessa solo sei settimane prima da una clinica privata, dove era stata sottoposta a cure per una neuropatia periferica.
È sepolta al Forest Lawn Memorial Park di Glendale in California.

## Filmografia

### Cinema
- Se ci sei batti due colpi (The Time of Their Lives), regia di Charles Barton (1946)
- Due ore ancora (D.O.A.), regia di Rudolph Maté (1950)
- La leggenda dell'arciere di fuoco (The Flame and the Arrow), regia di Jacques Tourneur (1950)
- Luci sull'asfalto (The Mob), regia di Robert Parrish (1951)

### Cortometraggi
- Grandfather's Follies, regia di Jean Negulesco (1944)
- Star in the Night, regia di Don Siegel (1945)

## Doppiatrici italiane
Nelle versioni in italiano dei suoi film, Lynn Baggett è stata doppiata da: 
- Renata Marini in La leggenda dell'arciere di fuoco